# Diplonevra concinna
Diplonevra concinna är en tvåvingeart som först beskrevs av Johann Wilhelm Meigen 1830.  Diplonevra concinna ingår i släktet Diplonevra och familjen puckelflugor. Arten har ej påträffats i Sverige. Inga underarter finns listade i Catalogue of Life.